# Cal·lístrat (militar)
Cal·lístrat (en llatí Callistratus, en grec antic Καλλίστρατος) fou un militar atenenc fill d'Empedos.
És esmentat per Pausànies com a comandant d'un cos de cavalleria atenenca a Sicília el 413 aC sota la direcció suprema de Nícies. Després de la derrota al riu Asinaros el 413 aC, Cal·lístrat va aconseguir obrir-se pas a través de les forces enemigues i arribar amb els seus homes a Catana. Des d'aquesta ciutat va atacar els siracusans que estaven saquejant el camp atenenc prop de Siracusa, i va morir en la lluita, segons Pausànies i Tucídides.